# Parurios australiana
Parurios australiana är en stekelart som beskrevs av Girault 1913. Parurios australiana ingår i släktet Parurios och familjen puppglanssteklar. Inga underarter finns listade i Catalogue of Life.